# غلوستر (نيوجيرسي)
غلوستر (بالإنجليزية: Gloucester City city, New Jersey)‏ هي مدينة تقع بولاية نيوجيرسي في الولايات المتحدة. تبلغ مساحتها 7.15 كم2، وترتفع عن سطح البحر 7.010400000000001 م، بلغ عدد سكانها 11,456 نسمة في عام 2010 حسب إحصاء مكتب تعداد الولايات المتحدة وتصل الكثافة السكانية فيها 1,602.2 نسمة لكل كيلومتر مربع (4,149.7/ميل2).

## التركيبة السكانية
حدّد مكتب تعداد الولايات المتحدة بيانات التركيبة السكانية لغلوستر في تعداد الولايات المتحدة. في ما يلي، التركيبة السكانية حسب تعدادي 2000 و2010.

### تعداد عام 2000
بلغ عدد سكان غلوستر 11,484 نسمة بحسب تعداد عام 2000، وبلغ عدد الأسر 4,213 أسرة وعدد العائلات 2,840 عائلة مقيمة في المدينة. في حين سجلت الكثافة السكانية 1,606.2 نسمة لكل كيلومتر مربع (4,160.0/ميل2). وبلغ عدد الوحدات السكنية 4,604 وحدة بمتوسط كثافة قدره 643.9 لكل كيلومتر مربع (1,667.7/ميل2).
وتوزع التركيب العرقي للمدينة بنسبة 97.14% من البيض و0.69% من الأمريكيين الأفارقة و0.18% من الأمريكيين الأصليين و0.68% من الأمريكيين ذوي الأصول الآسيوية و0.03% من سكان جزر المحيط الهادئ و0.64% من الأعراق الأخرى و0.64% من عرقين مختلطين أو أكثر و1.88% من الهسبانيون أو اللاتينيون من أي عرق.
بلغ عدد الأسر 4,213 أسرة كانت نسبة 36.9% منها لديها أطفال تحت سن الثامنة عشر تعيش معهم، وبلغت نسبة الأزواج القاطنين مع بعضهم البعض 46.8% من أصل المجموع الكلي للأسر، ونسبة 14.6% من الأسر كان لديها معيلات من الإناث دون وجود شريك، بينما كانت نسبة 6% من الأسر لديها معيلون من الذكور دون وجود شريكة وكانت نسبة 32.6% من غير العائلات. تألفت نسبة 27.2% من أصل جميع الأسر من عدة أفراد يعيشون في نفس المنزل ونسبة 13% كانت تتألف من شخص يعيش بمفرده يبلغ من العمر 65 عاماً أو أكثر. وبلغ متوسط حجم الأسرة المعيشية 2.72، أما متوسط حجم العائلات فبلغ 3.32.
بلغ العمر الوسطي للسكان 36.4 عاماً. وكانت نسبة 26.5% من القاطنين تحت سن الثامنة عشر، وكانت نسبة 9% بين الثامنة عشر والرابعة والعشرين عاماً، ونسبة 29.1% كانت واقعةً في الفئة العمرية ما بين الخامسة والعشرين والرابعة والأربعين عاماً، ونسبة 21.5% كانت ما بين الخامسة والأربعين والرابعة والستين، ونسبة 13.7% كانت ضمن فئة الخامسة والستين عاماً فما فوق. يوجد لكل 100 أنثى 94.6 ذكر، ويوجد لكل 100 أنثى في الثامنة عشر من عمرها فما فوق 91.6 ذكر.
بلغ متوسط دخل الأسرة في المدينة 36,855 دولارًا، أما متوسط دخل العائلة فبلغ 46,038 دولارًا. وكان متوسط دخل الذكور 35,659 دولارًا مقابل 24,907 دولارًا للإناث. وسجل دخل الفرد الخاص بالمدينة 16,912 دولارًا. وكانت نسبة 7.7% من العائلات ونسبة 10.1% من السكان تحت خط الفقر، وكان من هؤلاء نسبة 10.9% تحت سن الثامنة عشر ونسبة 11.5% في الخامسة والستين من العمر وما فوق.

### تعداد عام 2010
بلغ عدد سكان غلوستر 11,456 نسمة بحسب تعداد عام 2010، وبلغ عدد الأسر 4,248 أسرة وعدد العائلات 2,803 عائلة مقيمة في المدينة. في حين سجلت الكثافة السكانية 1,602.2 نسمة لكل كيلومتر مربع (4,149.7/ميل2). وبلغ عدد الوحدات السكنية 4,712 وحدة بمتوسط كثافة قدره 659 لكل كيلومتر مربع (1,706.8/ميل2).
وتوزع التركيب العرقي للمدينة بنسبة 90.52% من البيض و3.07% من الأمريكيين الأفارقة و0.14% من الأمريكيين الأصليين و2.68% من الأمريكيين ذوي الأصول الآسيوية و1.82% من الأعراق الأخرى و1.76% من عرقين مختلطين أو أكثر و6.70% من الهسبانيون أو اللاتينيون من أي عرق.
بلغ عدد الأسر 4,248 أسرة كانت نسبة 34.6% منها لديها أطفال تحت سن الثامنة عشر تعيش معهم، وبلغت نسبة الأزواج القاطنين مع بعضهم البعض 42.3% من أصل المجموع الكلي للأسر، ونسبة 15.9% من الأسر كان لديها معيلات من الإناث دون وجود شريك، بينما كانت نسبة 7.8% من الأسر لديها معيلون من الذكور دون وجود شريكة وكانت نسبة 34% من غير العائلات. تألفت نسبة 27.4% من أصل جميع الأسر من عدة أفراد يعيشون في نفس المنزل ونسبة 12.9% كانت تتألف من شخص يعيش بمفرده يبلغ من العمر 65 عاماً أو أكثر. وبلغ متوسط حجم الأسرة المعيشية 2.70، أما متوسط حجم العائلات فبلغ 3.31.
بلغ العمر الوسطي للسكان 36.7 عاماً. وكانت نسبة 24.5% من القاطنين تحت سن الثامنة عشر، وكانت نسبة 9.3% بين الثامنة عشر والرابعة والعشرين عاماً، ونسبة 26.4% كانت واقعةً في الفئة العمرية ما بين الخامسة والعشرين والرابعة والأربعين عاماً، ونسبة 26.9% كانت ما بين الخامسة والأربعين والرابعة والستين، ونسبة 12.8% كانت ضمن فئة الخامسة والستين عاماً فما فوق. وتوزع التركيب الجنسي للسكان بنسبة 49.2% ذكور و50.8% إناث.

## وصلات خارجية
- الموقع الرسمي